# 前渡村 (岐阜県)
前渡村（まえどむら）は、かつて岐阜県稲葉郡にあった村。
村名は、古来、木曽川のこの地に、美濃と尾張を結ぶ渡し場（摩免戸の渡し）があったことにより名付けられたという説がある。
現在の町名は、各務原市前渡北町、東町、西町など。

## 沿革
1868年（明治元年）の人口は793人
- 1889年（明治22年）7月1日 - 町村制施行に伴い各務郡前渡村が村制施行し、前渡村が発足。
- 1897年（明治30年）4月1日[3] - 郡が統合され稲葉郡に所属。
- 1897年（明治30年）4月1日 - 若宮村と合併し、前宮村となり消滅。